# على التل الأسود (رواية)
على التل الأسود (بالإنجليزية: On The Black Hill)‏ هي رواية للكاتب البريطاني بروس تشاتوين، نشرت عام 1982. 
فازت بجائزة جيمس تيت بلاك التذكارية في نفس العام. وحولت إلى فيلم عام 1987 من إخراج أندرو غريف. 

## القصة
تدور أحداث الرواية في منطقة الحدود بين هيرفوردشاير في إنجلترا ورادنورشاير في ويلز. في الصفحات الأولى يخبرنا الراوي أن الحدود بين البلدين كانت تمر عبر بيت مزرعة: «كانت الحدود بين رادنور وهيرفورد تمر بالتحديد في وسط سلم».
وشخصيات الرواية هي من الويلزيين من عائلة تسمى جونز.
وتحكي الرواية بأسلوب التذكر، وتصور حياة شقيقين توأمين، لويس وبنجامين جونز، في مزرعتهما المنعزلة المسماة «الرؤية» The Vision. وتربط التوأم رابطة قوية تتضح خلال الرواية. ويصور لويس أنه الأخ الأقوى أو المسيطر بين الشقيقين، في حين يكون بنجامين الشخص ذو العقلية الحدسية التي تبدو في مظهره وفي المهام التي يقوم بها في المنزل. ويبدو أنه اتخذ جانب أمه حين كانت حية.
لويس يريد أن يحصل على حريته، لكن بنجامين اضطر إلى الدخول في الخدمة العسكرية في الجيش في الحرب الكبرى. وتحبط آماله بسبب الروابط العائلية والرابط الغير محدد والقوي بالأرض.
يخبر تشاتوين القارئ عن الوحشية الموجودة في الزارعة في ذلك الوقت في تلك المنطقة. ويظهر أموس والدي التوأم، كيف قسَّى العمل اليومي معاملته وطغت تلك القسوة على حنانه وحبه، ونرى ذلك لاحقاً في الرواية حين يضرب زوجته ماري بالكتاب التي كانت تقرؤه (مرتفعات ويذرنغ). يهاجم أموس زوجته بالشيء الذي يظهر ذكائها الذي يغار منه. ويشعر بالتهديد من ذلك الذكاء، ويرى أن الرجل ينبغي أن يكون قائد الأسرة في كل شيء، ويشعر بالغضب بسبب تعلميه المحدود.
رواية «على التل الأسود» تصور موضوعات مثل الحب بدون مقابل، والاضطهاد الجنسي والاضطراب والقمع الاجتماعي والديني والثقافي، والكراهية والقيم الاجتماعية التاريخية في تلك المنطقة، كما يحدث عندما يكتشف أموس أن ابنته ريبيكا حامل من رجل أيرلندي. ويقوم بسبب التعصب الديني والضغط الاجتماعي والاقتصادي وقدرته على عدم إظهار حبه، بإلقائها خارج المنزل، ولا تظهر ريبيكا مرة أخرى في الرواية حتى الجزء الأخير.

## جوائز
حصلت الرواية على جائزة جيمس تيت بلاك التذكارية، وجائزة ويتبريد لأول رواية في العالم لسنة 1982.

## اقتباسات
حولت رواية «على التل الأسود» إلى مسرحية عام 1986 وإلى فيلم سينمائي عام 1987.

## روابط خارجية
- على التل الأسود (رواية) على موقع الموسوعة البريطانية (الإنجليزية)